# المركز الثقافي في هلسنجور بالدنمارك
المركز الثقافي في هلسنجور بالدنمارك، (بالإنجليزية: The Cultural Center in Hlsenyor, Denmark)‏، يقدم العديد من المحاضرات والدروس الأنشطة الثقافية والاجتماعية والدينية الخاصة بتعاليم الشريعة الإسلامية والتعريف بالإسلام، واللغة العربية، يحوي مكتبة اسلامية مميزة تحوي علوم القرآن الكريم والحديث النبوي الشريف، والسيرة النبوية، والعديد من البحوث الإسلامية والثقافية والاجتماعية.

## أنشطة وخدمات
لمركز هلسنجور بالدنمارك العديد من الأنشطة والخدمات منها:
1. إعداد مواقيت الصلاة وإعلانها وتوزيعها وتوزيع المصحف الشريف.
2. دروس دينية يومية وإسبوعية ورمضانية.
3. عقود الزواج والطلاق وإشهار الإسلام.
4. الإشراف على الأحوال الشخصية للمسلمين وكذلك المقبرة الإسلامية.
5. مدرسة تعليم اللغة العربية.
6. مكتبة إسلامية متنوعة.
7. دروس للتعريف بالإسلام.

## مقالات ذات صلة
- الإسلام في الدنمارك